# فرانكو راسيتي
فرانكو راسيتي (بالإيطالية: Franco Rasetti)‏ (مواليد 10 أغسطس 1901 في كاستليوني دل لاغو - 5 ديسمبر 2001)، هو عالم فيزياء نووية إيطالي.

## اكتشافاته
راسيتي والعالم إنريكو فيرمي اكتشفا مفتاح العمليات للانشطار النووي.

## مشروع مانهاتن
ورفض راسيتي العمل في مشروع مانهاتن وذلك لأسباب أخلاقية.